# Aire urbaine de Saint-Pol-de-Léon
L'aire urbaine de Saint-Pol-de-Léon est une aire urbaine française constituée autour de la ville de Saint-Pol-de-Léon (Finistère).
En 1999, ses 12 775 habitants faisaient d'elle la 333e des 354 aires urbaines françaises.

## Caractéristiques
D'après la délimitation établie par l'INSEE, l'aire urbaine de Saint-Pol-de-Léon est composée de 3 communes, toutes situées dans le Finistère. 
Les 3 communes de l'aire urbaine font partie de son pôle urbain, qui est l'unité urbaine (couramment : agglomération) de Saint-Pol-de-Léon.
Cette aire urbaine ne comporte pas de communes monopolarisées.
L'aire urbaine de Saint-Pol-de-Léon appartient à l'espace urbain de Saint-Pol-de-Léon.
Le tableau suivant détaille la répartition de l'aire urbaine sur le département (les pourcentages s'entendent en proportion du département) :
| Département | Communes | Communes (%) | Superficie (km²) | Superficie (%) | Population (2015) | Population (%) |
| ----------- | -------- | ------------ | ---------------- | -------------- | ----------------- | -------------- |
| Finistère   | 3        | 1,07         | 37,68            | 0,55           | 12 288            | 1,35           |

En 2015, la population s’élevait à 12 288 habitants.

## Les 3 communes de l’aire
Voici la liste et les caractéristiques des communes de l'aire urbaine de Saint-Pol-de-Léon.
| Code INSEE | Commune           | Type de commune        | Dép.      | Superficie (km²) | Population (2017) | Densité (hab./km²) |
| ---------- | ----------------- | ---------------------- | --------- | ---------------- | ----------------- | ------------------ |
| 29239      | Roscoff           | Commune du pôle urbain | Finistère | +0006,19         | +0 0003 404,      | +00549,92          |
| 29259      | Saint-Pol-de-Léon | Commune du pôle urbain | Finistère | +0023,43         | +0 0006 596,      | +00281,52          |
| 29273      | Santec            | Commune du pôle urbain | Finistère | +0008,06         | +0 0002 409,      | +00298,88          |
|            | Total             |                        |           | +0037,68         | +00012 409,       | +00329,25          |